# Nyikolaj Valerjevics Bolsakov
Nyikolaj Valerjevics Bolsakov (oroszul: Николай Валерьевич Большаков; 1977. május 11. –) orosz sífutó.

## Sportpályafutása
2000-ben kezdett el a profik között versenyezni. Legnagyobb eredményeként az oberstdorfi 2005-ös északisí-világbajnokságon bronzérmet szerzett a 4 × 10 km-es váltóval az orosz csapat tagjaként.
Bolsakov legjobb egyéni eredménye a 2002. évi téli olimpiai játékokon a 30 km-es távon elért 7. helyezése.